# Trancoso (Bahia)
Trancoso is een dorp en een district van de gemeente Porto Seguro in het zuiden van Bahia, Brazilië. Het ligt op ongeveer 40 kilometer van de zeer toeristische stad Porto Seguro. 

## Geschiedenis
Trancoso werd  ontdekt door de Portugees Tomé de Sousa, een ontdekkingsreiziger die in 1549 aankwam in Porto Seguro. Het was een bloeiend vissersdorpje dat door de Jezuïten werd gekoloniseerd.
Tijdens de jaren 70 werd Trancoso herontdekt door Braziliaanse hippies die een vredige plek zochten om te ontsnappen aan het heersende regime.

## Stranden
Trancoso is vooral beroemd om zijn witte, halfverlaten stranden. De meeste stranden worden beschermd door riffen en vormen bij laagtij natuurlijke zwembaden.
- Praia do Espelho
- Praia dos Coqueiros
- Praia da Pedra Grande
- Praia dos Nativos

## Bezienswaardigheden
Naast de stranden is de "Quadrado" oftewel het centrale plein de grootste attractie voor toeristen. De Quadrado wordt verdeeld door kleurrijke huisjes en een klein wit kerkje met uitzicht op de Atlantische Oceaan. De kleurrijke huisjes en kerk worden door de UNESCO beschermd.